# Сан-Жуан-да-Білатурраза
Сан-Жуа́н-да-Білатурра́за (кат. Sant Joan de Vilatorrada) - муніципалітет, розташований в Автономній області Каталонія, в Іспанії. Код муніципалітету за номенклатурою Інституту статистики Каталонії - 82188. Знаходиться у районі (кумарці) Бажас (коди району - 07 та BG) провінції Барселона, згідно з новою адміністративною реформою перебуватиме у складі Баґарії (округи) Центральна Каталонія. 

## Населення
Населення міста (у 2007 р.) становить 10.474 особи (з них менше 14 років - 15,7%, від 15 до 64 - 69,2%, понад 65 років - 15,2%). У 2006 р. народжуваність склала 137 осіб, смертність - 62 особи, зареєстровано 47 шлюбів. У 2001 р. активне населення становило 5.020 осіб, з них безробітних - 378 осіб.

Серед осіб, які проживали на території міста у 2001 р., 6.664 народилися в Каталонії (з них 5.767 осіб у тому самому районі, або кумарці), 2.494 особи приїхали з інших областей Іспанії, а 178 осіб приїхало з-за кордону. 

Університетську освіту має 7,2% усього населення. 

У 2001 р. нараховувалося 3.178 домогосподарств (з них 12,1% складалися з однієї особи, 29,2% з двох осіб,25,6% з 3 осіб, 23,8% з 4 осіб, 6,6% з 5 осіб, 2,2% з 6 осіб, 0,4% з 7 осіб, 0,1% з 8 осіб і 0% з 9 і більше осіб).

Активне населення міста у 2001 р. працювало у таких сферах діяльності : у сільському господарстві - 0,8%, у промисловості - 44,5%, на будівництві - 10,1% і у сфері обслуговування - 44,6%. 

 У муніципалітеті або у власному районі (кумарці) працює 2.497 осіб, поза районом - 3.307 осіб.

### Доходи населення
У 2002 р. доходи населення розподілялися таким чином :
| \| Доходи населення за статтями доходів \| Доходи населення за статтями доходів \| Доходи населення за статтями доходів \| \| Рік \| 2002 р. \| 2001 р. \| \| ------------------------------------ \| ------------------------------------ \| ------------------------------------ \| \| Заробітна платня \| 62,9% \| 64,6% \| \| Доходи від ведення бізнесу \| 19,6% \| 18,8% \| \| Соціальна допомога \| 17,5% \| 16,6% \| |         |         |
| Доходи населення за статтями доходів |         |         |
| Рік | 2002 р. | 2001 р. |
| Заробітна платня | 62,9%   | 64,6%   |
| Доходи від ведення бізнесу | 19,6%   | 18,8%   |
| Соціальна допомога | 17,5%   | 16,6%   |

### Безробіття
У 2007 р. нараховувалося 372 безробітних (у 2006 р. - 386 безробітних), з них чоловіки становили 29,3%, а жінки - 70,7%.

## Економіка
У 1996 р. валовий внутрішній продукт розподілявся по сферах діяльності таким чином :
| \| Валовий внутрішній продукт \| Валовий внутрішній продукт \| Валовий внутрішній продукт \| \| Рік \| 1996 р. \| 1991 р. \| \| -------------------------- \| -------------------------- \| -------------------------- \| \| Сільське господарство \| 1,4% \| 1,4% \| \| Промисловість \| 45,6% \| 61,9% \| \| Будівництво \| 9,1% \| 7,9% \| \| Послуги \| 43,9% \| 28,7% \| |         |         |
| Валовий внутрішній продукт |         |         |
| Рік | 1996 р. | 1991 р. |
| Сільське господарство | 1,4%    | 1,4%    |
| Промисловість | 45,6%   | 61,9%   |
| Будівництво | 9,1%    | 7,9%    |
| Послуги | 43,9%   | 28,7%   |

### Підприємства міста

#### Промислові підприємства
| \| Промислові підприємства міста, за сферою діяльності \| Промислові підприємства міста, за сферою діяльності \| Промислові підприємства міста, за сферою діяльності \| \| Рік \| 2002 р. \| 2001 р. \| \| --------------------------------------------------- \| --------------------------------------------------- \| --------------------------------------------------- \| \| Енергетичні та водні ресурси \| 4,1% \| 3,8% \| \| Хімія та метали \| 5,2% \| 4,8% \| \| Переробка металів \| 38,1% \| 40% \| \| Продукти харчування \| 13,4% \| 14,3% \| \| Текстиль \| 20,6% \| 20% \| \| Виробництво меблів, видання \| 15,5% \| 14,3% \| \| Інше \| 3,1% \| 2,9% \| \| Усього підприємств \| 97 \| 105 \| |         |         |
| Промислові підприємства міста, за сферою діяльності |         |         |
| Рік | 2002 р. | 2001 р. |
| Енергетичні та водні ресурси | 4,1%    | 3,8%    |
| Хімія та метали | 5,2%    | 4,8%    |
| Переробка металів | 38,1%   | 40%     |
| Продукти харчування | 13,4%   | 14,3%   |
| Текстиль | 20,6%   | 20%     |
| Виробництво меблів, видання | 15,5%   | 14,3%   |
| Інше | 3,1%    | 2,9%    |
| Усього підприємств | 97      | 105     |

#### Роздрібна торгівля
| \| Підприємства роздрібної торгівлі міста, за сферою діяльності \| Підприємства роздрібної торгівлі міста, за сферою діяльності \| Підприємства роздрібної торгівлі міста, за сферою діяльності \| \| Рік \| 2002 р. \| 2001 р. \| \| ------------------------------------------------------------ \| ------------------------------------------------------------ \| ------------------------------------------------------------ \| \| Продукти харчування \| 31,3% \| 31,9% \| \| Одяг та взуття \| 14,9% \| 13% \| \| Товари для дому \| 12,7% \| 13% \| \| Книги та періодичні видання \| 3,7% \| 3,6% \| \| Промислова хімічна продукція \| 7,5% \| 7,2% \| \| Продукція, пов'язана з транспортними засобами \| 4,5% \| 3,6% \| \| Інше \| 25,4% \| 27,5% \| \| Усього підприємств \| 134 \| 138 \| |         |         |
| Підприємства роздрібної торгівлі міста, за сферою діяльності |         |         |
| Рік | 2002 р. | 2001 р. |
| Продукти харчування | 31,3%   | 31,9%   |
| Одяг та взуття | 14,9%   | 13%     |
| Товари для дому | 12,7%   | 13%     |
| Книги та періодичні видання | 3,7%    | 3,6%    |
| Промислова хімічна продукція | 7,5%    | 7,2%    |
| Продукція, пов'язана з транспортними засобами | 4,5%    | 3,6%    |
| Інше | 25,4%   | 27,5%   |
| Усього підприємств | 134     | 138     |

#### Сфера послуг
| \| Підприємства міста, що працюють у сфері послуг, за діяльністю \| Підприємства міста, що працюють у сфері послуг, за діяльністю \| Підприємства міста, що працюють у сфері послуг, за діяльністю \| \| Рік \| 2002 р. \| 2001 р. \| \| ------------------------------------------------------------- \| ------------------------------------------------------------- \| ------------------------------------------------------------- \| \| Гуртова торгівля \| 7,6% \| 6,7% \| \| Готелі та готельний бізнес \| 16,3% \| 16,9% \| \| Транспорт та зв'язок \| 26,6% \| 26,6% \| \| Посередницькі фінансові послуги \| 3% \| 3,4% \| \| Послуги підприємствам \| 3,4% \| 3% \| \| Послуги фізичним особам \| 27,8% \| 26,6% \| \| Нерухомість та ін. \| 15,2% \| 16,9% \| \| Усього підприємств \| 263 \| 267 \| |         |         |
| Підприємства міста, що працюють у сфері послуг, за діяльністю |         |         |
| Рік | 2002 р. | 2001 р. |
| Гуртова торгівля | 7,6%    | 6,7%    |
| Готелі та готельний бізнес | 16,3%   | 16,9%   |
| Транспорт та зв'язок | 26,6%   | 26,6%   |
| Посередницькі фінансові послуги | 3%      | 3,4%    |
| Послуги підприємствам | 3,4%    | 3%      |
| Послуги фізичним особам | 27,8%   | 26,6%   |
| Нерухомість та ін. | 15,2%   | 16,9%   |
| Усього підприємств | 263     | 267     |

## Житловий фонд
У 2001 р. 3,3% усіх родин (домогосподарств) мали житло метражем до 59 м2, 41,8% - від 60 до 89 м2, 38,5% - від 90 до 119 м2 і
16,4% - понад 120 м2.

З усіх будівель у 2001 р. 14,2% було одноповерховими, 58,6% - двоповерховими, 17,6
% - триповерховими, 6,1% - чотириповерховими, 2,6% - п'ятиповерховими, 0,9% - шестиповерховими,
0% - семиповерховими, 0% - з вісьмома та більше поверхами.

## Автопарк
| \| Автомобілі, зареєстровані у місті, за призначенням \| Автомобілі, зареєстровані у місті, за призначенням \| Автомобілі, зареєстровані у місті, за призначенням \| \| Рік \| 2006 р. \| 2005 р. \| \| -------------------------------------------------- \| -------------------------------------------------- \| -------------------------------------------------- \| \| Приватні автомобілі \| 68,7% \| 69,8% \| \| Мотоцикли \| 8,9% \| 8,3% \| \| Вантажівки \| 17,5% \| 17,5% \| \| Трактори \| 0,6% \| 0,6% \| \| Автобуси та ін. \| 4,2% \| 3,8% \| \| Усього автомобілів \| 7.228 шт. \| 7.028 шт. \| |           |           |
| Автомобілі, зареєстровані у місті, за призначенням |           |           |
| Рік | 2006 р.   | 2005 р.   |
| Приватні автомобілі | 68,7%     | 69,8%     |
| Мотоцикли | 8,9%      | 8,3%      |
| Вантажівки | 17,5%     | 17,5%     |
| Трактори | 0,6%      | 0,6%      |
| Автобуси та ін. | 4,2%      | 3,8%      |
| Усього автомобілів | 7.228 шт. | 7.028 шт. |

## Вживання каталанської мови
У 2001 р. каталанську мову у місті розуміли 95,7% усього населення (у 1996 р. - 95,9%), вміли говорити нею 74,7% (у 1996 р. - 
78,5%), вміли читати 71,3% (у 1996 р. - 74,7%), вміли писати 56,6
% (у 1996 р. - 51,2%). Не розуміли каталанської мови 4,3%.

## Політичні уподобання
У виборах до Парламенту Каталонії у 2006 р. взяло участь 4.348 осіб (у 2003 р. - 4.745 осіб). Голоси за політичні сили розподілилися таким чином:
| \| Вибори до Парламенту Каталонії \| Вибори до Парламенту Каталонії \| Вибори до Парламенту Каталонії \| \| Рік \| 2006 р. \| 2003 р. \| \| -------------------------------------- \| ------------------------------ \| ------------------------------ \| \| Конвергенція та Єднання (CiU) \| 33,8% \| 33% \| \| Соціалістична партія Каталонії (PSC) \| 33,4% \| 36,1% \| \| Народна партія (PP) \| 7,7% \| 7,1% \| \| Ініціатива за зелену Каталонію (IC) \| 9% \| 7,7% \| \| Республіканська лівиця Каталонії (ERC) \| 12,8% \| 15% \| \| Громадянська партія (C's) \| 0,9% \| 0% \| \| Інші \| 2,3% \| 1,1% \| |         |         |
| Вибори до Парламенту Каталонії |         |         |
| Рік | 2006 р. | 2003 р. |
| Конвергенція та Єднання (CiU) | 33,8%   | 33%     |
| Соціалістична партія Каталонії (PSC) | 33,4%   | 36,1%   |
| Народна партія (PP) | 7,7%    | 7,1%    |
| Ініціатива за зелену Каталонію (IC) | 9%      | 7,7%    |
| Республіканська лівиця Каталонії (ERC) | 12,8%   | 15%     |
| Громадянська партія (C's) | 0,9%    | 0%      |
| Інші | 2,3%    | 1,1%    |

У муніципальних виборах у 2007 р. взяло участь 4.311 осіб (у 2003 р. - 4.845 осіб). Голоси за політичні сили розподілилися таким чином:
| \| Муніципальні вибори \| Муніципальні вибори \| Муніципальні вибори \| \| Рік \| 2007 р. \| 2003 р. \| \| -------------------------------------- \| ------------------- \| ------------------- \| \| Конвергенція та Єднання (CiU) \| 30,2% \| 17,6% \| \| Соціалістична партія Каталонії (PSC) \| 39,4% \| 50,1% \| \| Народна партія (PP) \| 5,1% \| 4,5% \| \| Ініціатива за зелену Каталонію (IC) \| 15,2% \| 16,8% \| \| Республіканська лівиця Каталонії (ERC) \| 10% \| 11% \| \| Громадянська партія (C's) \| 0% \| 0% \| \| Інші \| 0% \| 0% \| |         |         |
| Муніципальні вибори |         |         |
| Рік | 2007 р. | 2003 р. |
| Конвергенція та Єднання (CiU) | 30,2%   | 17,6%   |
| Соціалістична партія Каталонії (PSC) | 39,4%   | 50,1%   |
| Народна партія (PP) | 5,1%    | 4,5%    |
| Ініціатива за зелену Каталонію (IC) | 15,2%   | 16,8%   |
| Республіканська лівиця Каталонії (ERC) | 10%     | 11%     |
| Громадянська партія (C's) | 0%      | 0%      |
| Інші | 0%      | 0%      |